# 地下天堂
地下天堂（Heaven's Basement）是英國硬式搖滾樂團，成軍於2008年，簽在Red Bull Records旗下。由主唱Aaron Buchanan、吉他兼和聲Sid Glover、貝斯Rob Ellershaw和鼓手Chris Rivers組成。首張專輯《汙穢帝國》（Filthy Empire）於2013年2月4日在英國發行，5日在美國發行。在此之前，樂團在2012年9月發行首張單曲〈Fire, Fire〉，做為專輯前導宣傳。這支單曲在美國Active Rock排行榜上獲得第12名。

## 同名EP（2008-2010年）
地下天堂是來自英國的硬式搖滾樂團，以密集的表演行程與充滿爆發力的現場演出聞名。樂團閉關寫歌幾個月後，2008年4月於英國凱特靈的The Sawyers Venue舉行處女秀。此後，樂團陸續加入各大樂團的巡歐活動，合作對象包括蟑螂老爹（Papa Roach）、一元櫻桃合唱團（Buckcherry）、邦喬飛（Bon Jovi）、逝者理論（Theory of a Deadman）、殞落樂團（Shinedown）、布萊德梅倫（Blind Melon）、Hardcore Superstar、泰斯拉樂團（Tesla）、深紅瑪蒂納樂團（Madina Lake）、D-A-D、雷霆樂團（Thunder）、黑石櫻桃樂團（Black Stone Cherry）、駭兒史東樂團（Halestorm）、光闇（D'espairsray）、黑色面紗新娘樂團（Black Veil Brides）、珍妮的魯莽樂團（The Pretty Reckless）等；另外，樂團相繼在Bloodstock Open Air、Hard Rock Hell、Graspop Metal Meeting、Download Festival、Sonisphere Festival等大型音樂盛會演出；也曾和屢次創下白金唱片銷售紀錄的知名美國製作人Bob Marlette共事。
2008年6月22日，樂團受邀替邦喬飛飛行公路世界巡迴（Lost Highway Tour）的曼徹斯特站開場，演出場地在曼徹斯特市球場，現場約有5萬名樂迷。同年夏天，發表在利物浦Sandhills錄音室錄製的首張同名EP。隨後，樂團接連在英國各地的小型俱樂部及酒吧演出，持續累積樂迷。11月，樂團受邀為雷霆樂團英國巡迴的主要開場團，經歷這輪巡迴之後，歌迷大幅增加。該年末，他們首次晉升主角，在英國各地展開自己的巡迴演出，並找來蘇格蘭新秀樂團Wired Desire擔任暖場。由於先前合作的表現讓雷霆樂團留下深刻印象，2009年2、3月間，地下天堂再度獲邀為雷霆樂團歐洲巡迴固定開場團，在比利時、荷蘭、德國、瑞士等地演出。
2009年9月初，樂團在官方MySpace上宣布，原貝斯手Rob Randell因為私人原因離團。由於樂團緊接下來已排定許多演出行程，節奏吉他手Johnny Rocker便在數場演出中暫代貝斯。為了補缺，樂團公開甄選新的貝斯手，最後在10月底宣布Rob Ellershaw為樂團的新成員。Rob原為Whitefire樂團的團員，在2008年便曾與地下天堂有多次合作經驗。
2009年10月，地下天堂、蟑螂老爹及深紅瑪蒂納樂團在蟑螂老爹《改變》（Metamorphosis）專輯巡迴的英國場次中演出。地下天堂被英國重金屬音樂雜誌Metal Hammer和英國搖滾音樂雜誌Kerrang!譽為全英現場表演最出色的樂團。之後於12月，樂團踏上英國的領銜巡迴之旅，並邀請英國搖滾樂團Dear Superstar和New Device為開場團共同演出。
同年，創下多張白金唱片銷售額的美國製作人Bob Marlette表示想與地下天堂合作，並專程前往英國Monnow Valley Studio會見樂團。Marlette與樂團合作錄製的兩首作品〈Can't Let Go〉和〈Fear of Getting Off〉收錄在第一張同名EP裡。同期錄製的另一首歌曲〈The Long Goodbye〉則在隔年上半年，於樂團的MySpace上推出，但此時期的其餘作品皆未發行。
2010年2月，就在新一波全英領銜巡迴前兩週，樂團宣布主唱Richie Hevanz離團，理由是接連不斷的演出行程讓他身心俱疲、難以負荷。在此同時，樂團也公開接下來的兩個月中，將擔任加拿大搖滾樂團逝者理論全歐巡迴的主要開場團。為了順利進行表演，樂團請來友團The Fallen的主唱Johnny Fallen代打，並一邊尋找新任主唱。是年夏季，樂團參與一連串的知名音樂節：歐洲巡迴搖滾音樂節Sonisphere Festival英國Knebworth Park的場次中，他們在以雷姆斯汀（Rammstein）為主秀的波希米亞舞台（Bohemia Stage）出場表演；也在Sonisphere瑞典場的表演前派對上，與異教樂團（The Cult）先後上台演出；還參加了瑞典搖滾音樂節Getaway Rock Festival，和美國另類金屬樂團盲音合唱團（Deftones）及澳洲硬式搖滾樂團Airbourne等大團同台。
2010年7月，就在樂團即將替蟑螂老爹開場的前幾個小時，吉他手Jonny Rocker踢足球時不慎弄斷手指，於是樂團決定以其餘四位團員上陣，接下來的所有表演皆維持四人陣容。8月，地下天堂發表聲明，2010下半年將不再安排新的演出行程，準備專心創作，同時徵求新任主唱。

## Unbreakable EP時期（2011年）
2011年2月17日，地下天堂發表聲明，將由Aaron Buchanan接任主唱；原節奏吉他手、也是資深團員的Jonny Rocker將離團轉戰幕後音樂工作，樂團也表明，未來應該會固定為這四人的組合。同日，樂團推出全新單曲〈Unbreakable〉，收錄在與單曲同名的第二張EP。5到6月間，樂團與英國搖滾樂團Jettblack在英國共同領銜巡迴，並在5月5日的開幕場上正式發表Unbreakable EP，隨後EP也在iTunes上推出。
經過這次成功的全英巡演，樂團不僅獲邀加入英國著名搖滾音樂節Download Festival和歐洲巡迴搖滾音樂節Sonisphere Festival進行不插電表演，也登上倫敦音樂節High Voltage Festival的主舞台，同台演出者還包括猶大祭司（Judas Priest）、夢劇場（Dream Theater）和槍與玫瑰（Guns N' Roses）前主吉他手史萊許（Slash）等世界級資深樂團和樂手。為了準備音樂節的不插電表演，地下天堂在倫敦The World's End酒吧進行了一場暖身演出，聲稱他們的不插電演出不打算走一般的「軟式」路線，即使其他演出者多數採取這種形式，樂團依舊向樂迷們保證，到時候的表現會像平常一樣充滿搖滾熱力。
2011年10月，樂團前往洛杉磯錄製新作品；11月，他們宣布與Red Bull Records簽約。新錄製的單曲〈Paper Plague〉在網路上發行，提供免費下載，同時也公布12月三場演出的日期地點。

## 《汙穢帝國》（Filthy Empire）專輯時期（2012年至今）
《汙穢帝國》是地下天堂首張專輯，由John Feldmann製作、混音、並與樂團共同創作詞曲，於2013年2月4日發行，英國搖滾雜誌Kerrang!給予KKKK的評價（最高為KKKKK），並登上BBC搖滾專輯排行榜第九名。專輯內收錄〈Fire, Fire〉、〈Nothing Left to Lose〉、〈I Am Electric〉等主打單曲，其中〈Fire, Fire〉打進美國Active Rock排行榜第12名。
2012年9月，地下天堂發行了專輯第一波主打單曲〈Fire, Fire〉，隨後樂團跟著駭兒史東樂團進行長達一個月的歐洲巡演，並在10月24日首次於美國洛杉磯諾基亞俱樂部（Club Nokia）和英國華麗搖滾樂團黑暗旋風合唱團（The Darkness）同台表演，演出曲目也包含新單曲。同年11月，地下天堂隨著騷動者樂團（Seether）展開英國與歐陸巡迴演出，該年最後一場演出是12月18日於倫敦The Barfly舉行的演唱會。
2013年春夏，樂團開始新一輪美國巡演，參與重金屬硬搖音樂季Carolina Rebellion和搖滾音樂節Rock on the Range，也跟著一元櫻桃樂團一起巡迴；7月則返回英國，展開全英領銜巡迴。同年秋季，再度飛越大西洋，隨同珍妮的魯莽樂團和俄國搖滾樂團Louna踏上北美巡迴。2013年底，樂團與黑色面紗新娘樂團（Black Veil Brides）開始歐陸巡迴，最後在英國畫下這一年表演的句點。另外，樂團在11月25日推出《Filthy Empire》專輯特別版，其中加收五首選自同年夏在倫敦The 100 Club演出的現場版本，以及Download Festival的表演影片。

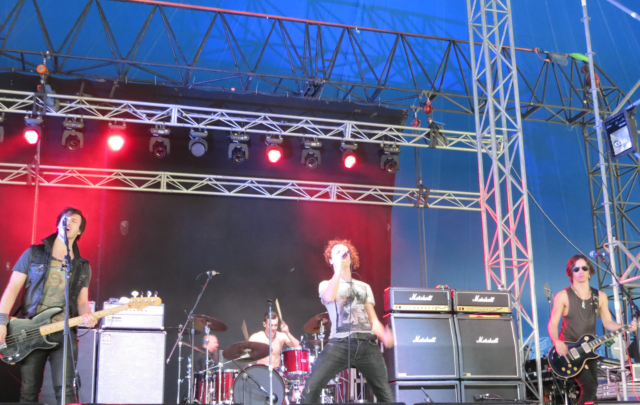
地下天堂在Soundwave墨爾本場的現場演出。

2014年1月，單曲〈Nothing Left to Lose〉在美國發行；2月開始，地下天堂在北美進行為期兩週的單曲宣傳；緊接著則首度登陸澳洲，參加巡迴音樂節Soundwave ，在澳洲各大城市表演。2月18日，樂團在抵達澳洲之前，順道經過紐西蘭，並在當地的Westfest揭幕派對兼The Story So Far續攤派對上表演，這也是樂團在紐西蘭的第一場演出。在南半球活動的同時，樂團入圍美國知名金屬搖滾雙月刊Revolver Magazine和樂器公司Epiphone合辦獎項The Revolver Golden Gods Awards中的最佳新人獎，消息也在官方臉書上公布。
2014年3月13日，樂團首次全歐領銜巡迴表演The Welcome Home Tour從英國啟程，途經愛爾蘭，跨足歐陸。但由於巡演行程繁重，對主唱Aaron的聲帶造成負擔，4月1日，樂團在官方臉書宣布巡演於4月5日在德國波鴻提早結束，並取消該日後的所有場次，讓Aaron能夠充分休息。5月10日開始，樂團將飛赴美國，參加一連串搖滾音樂節，包括俄亥俄州的Rock on the Range、奧克拉荷馬州的Rocklahoma和堪薩斯市的Rockfest。

## 成員介紹

### 現役成員
- 吉他、和聲：Sid Glover（2008年至今）
- 鼓手：Chris Rivers（2008年至今）
- 貝斯、和聲：Rob 'Bones' Ellershaw（2009年至今）

### 離團團員
- 主唱：Richie Hevanz（2008-2010年）
- 節奏吉他：Jonny Rocker（2008-2011年）
- 貝斯：Rob Randell（2008-2009年）
- 主唱：Aaron Buchanan（2011-2015年）

### 巡迴團員
- 主唱：Johnny Fallen（2010年）
- 主唱：James Sinclair（2010年）

## 作品列表

### EP
- Heaven’s Basement（2009年）
- Unbreakable（2011年）

### 專輯
- 《Filthy Empire》（2013年）

## 外部連結
- 樂團官方網站
- 樂團官方推特（页面存档备份，存于）
- 樂團官方臉書（页面存档备份，存于）
- 台灣臉書粉絲專頁